# Sport Club Internacional (San Paolo)
Lo Sport Club Internacional, noto anche semplicemente come Internacional, era una società calcistica brasiliana con sede nella città di San Paolo del Brasile, capitale dello stato di San Paolo.

## Storia
Lo Sport Club Internacional è stato fondato il 19 agosto 1899. Ha vinto il Campionato Paulista per la prima volta nel 1907, e nel 1928, quando il campionato è stato organizzato dalla LAF. Il club ha giocato 370 partite nel Campionato Paulista tra il 1902 e il 1932. L'Internacional, per problemi finanziari, si fuse con l'Antarctica Futebol Clube nel 1933, e il nuovo club assunse il nome di Clube Atlético Paulista.

## Palmarès

### Competizioni statali
- * Campionato paulista: 2

1907, 1928

### Altri piazzamenti
- Campionato paulista:

Secondo posto: 1906
Terzo posto: 1904, 1905